# Exergie
Pour l’article homonyme, voir Anergie, phénomène physiologique immunitaire.
En thermodynamique, l’exergie est une grandeur physique permettant de mesurer la qualité d'une énergie. C'est la partie utilisable d'un joule. Le travail maximal récupérable est ainsi égal à l’opposé de la variation d’exergie au cours de la transformation. L'exergie mécanique (ou électrique) présente un ratio exergétique nécessairement égal à 1 avec cette définition. Un système à l'équilibre thermomécanique ou chimique n'a plus aucune valeur. Plus un système est loin de l'équilibre ambiant, plus il est apte à opérer un changement, aptitude sur laquelle repose l'utilité d'une énergie.
Si selon le premier principe de la thermodynamique la quantité d'énergie se conserve, la qualité de cette énergie, l’exergie, ne peut en revanche que diminuer lors d'une transformation. L’exergie détruite au cours d’une réaction est appelée anergie.
Ce phénomène est lié à l’entropie du système et de son environnement, qui selon le deuxième principe de la thermodynamique ne peut qu’augmenter au cours d’une transformation réelle, non réversible, alors que l'exergie diminue au cours d’une telle transformation.

## Définition générale
Par définition, l’exergie d’un système est égale à zéro lorsqu’il est à l’équilibre thermodynamique avec son environnement.
Cet équilibre comprend :
- l’équilibre mécanique avec les forces extérieures, notamment celles de pression ;
- l’équilibre thermique avec la température extérieure ;
- l’équilibre chimique entre les potentiels chimiques des espèces présentes dans le système et dans l’environnement.

Si l’on considère que le milieu extérieur est invariant (notamment sa température {\displaystyle T_{ext}}), il devient possible de considérer que l’exergie est une fonction d’état : sa valeur, le travail maximal que peut fournir le système à l’extérieur, ne dépend en effet que de l’état d’équilibre dans lequel se trouve le système et de la constante {\displaystyle T_{ext}}.
Pour d’autres auteurs, l’exergie n’est pas une fonction d’état du système car 
{\displaystyle F_{0}=U-U_{0}+p_{0}(V-V_{0})-T_{0}(S-S_{0})-\sum _{i}\mu _{i,o}N_{i}}.
L'exergie est formée :
- de paramètres relatifs au système :
  - {\displaystyle U}, l’énergie interne, en joules,
  - {\displaystyle S}, l’entropie, en joules par kelvin,
  - {\displaystyle V}, le volume, en mètres cubes,
  - {\displaystyle N_{i}}, la composition chimique du système, en moles ;
- de paramètres relatifs à l’environnement :
  - {\displaystyle T_{0}}, la température environnante, en kelvins,
  - {\displaystyle p_{0}}, la pression environnante, en pascals,
  - {\displaystyle \mu _{i,0}}, les potentiels chimiques des composants, en joules par mole.

Elle est notée {\displaystyle F_{0}} pour signifier qu’elle dépend à la fois du système et de son environnement.
Le choix de la lettre F est dû à sa similitude avec l’énergie libre.
Cette fonction a été très étudiée après Pierre Duhem (1861-1916) par Louis Georges Gouy (1854-1926), mais le terme « exergie » n'a été introduit qu'en 1956 par Zoran Rant.
Un peu tombée en désuétude, malgré son utilisation par Albert Einstein, elle revient par le biais ingénieur des réflexions sur le gaspillage d'énergies lors des années 1970, à la suite du premier choc pétrolier.

## Définitions dans des cas particuliers
Pour un système de composition chimique donnée, à pression et entropie données, on peut utiliser l'enthalpie H pour exprimer l’exergie :
{\displaystyle F_{0}=H-T_{0}S}.
Pour un système de composition chimique donnée, à température et volume donnés, on peut utiliser l'énergie libre F :
{\displaystyle F_{0}=F=U-TS}.
Pour un système de composition chimique donnée, à température et pression données, on peut utiliser l'enthalpie libre G :
{\displaystyle F_{0}=G=U+pV-TS}.

## Considérations de coût énergétique
L’analyse d’un système par l’exergie permet de mesurer le degré d’irréversibilité d’une transformation dans un environnement de température {\displaystyle T_{0}}.
Cette fonction est aussi appelée « énergie disponible » ou « disponibilité énergétique » (en anglais : availability), car on démontre que sa chute entre un état A et un état B est le travail maximal récupérable : 
{\displaystyle W\leq \Delta F_{0}}.
Comme cela est peu intuitif, il est utile de détailler les 4 cas possibles :
1. si l’on chute énergétiquement d’un état désordonné vers un état ordonné, on ne peut pas récupérer la totalité de {\displaystyle -\Delta U}, il faut payer le prix de l’information gagnée ({\displaystyle -T_{0}\Delta S}, positif) : on ne peut récupérer en tout que {\displaystyle -\Delta U+T_{0}\Delta S} ;
2. si au contraire on chute énergétiquement d’un état ordonné vers un état désordonné, ce serait du gaspillage que de ne récolter que {\displaystyle -\Delta U}, on peut récolter en plus {\displaystyle T_{0}\Delta S} (bonus positif à ne pas manquer) : on peut récupérer en tout {\displaystyle -\Delta U+T_{0}\Delta S} ;
3. si l’on monte énergétiquement d’un état désordonné vers un état ordonné, il va falloir payer le prix fort, c’est-à-dire non seulement {\displaystyle \Delta U} mais aussi le prix de l’information à payer ({\displaystyle -T_{0}\Delta S}, positif) : on doit payer en tout {\displaystyle \Delta U-T_{0}\Delta S} ;
4. si au contraire on monte énergétiquement d’un état ordonné vers un état désordonné, on aura à payer moins que {\displaystyle \Delta U} d’une quantité {\displaystyle T_{0}\Delta S} (positive) : on ne doit payer en tout que {\displaystyle \Delta U-T_{0}\Delta S}.

Il se pourrait même que l’on récupère du travail dans l’opération si l’état final est très désordonné (ce qui n’est pas, a priori, intuitif) : certaines piles au mercure et calomel réalisent cet apparent prodige.
Dès que l’on a pris conscience que récupérer de l’information chaude coûte cher, tout devient assez raisonnable : prendre l’exemple de la boîte de Maxwell ; on conçoit bien que séparer les billes blanches et noires dans chaque compartiment est d’autant plus difficile que les bords de la boîte sont vibrants à une haute température {\displaystyle T_{0}}.
C’est même très exactement ce prix que l’on doit payer pour séparer de l’hexafluorure d'uranium 235 de son isotope 238 : faire fonctionner « un démon de Maxwell » coûte d’autant plus que les particules vont vite.

## Notion de potentiel F0
Bien sûr, si {\displaystyle W=0}, le système ne peut évoluer que vers l’état où {\displaystyle F_{0}} sera minimal, et il y restera : ce n’est pas l’état d’énergie {\displaystyle U} minimale qui est l’équilibre.
Ce n’est pas non plus {\displaystyle S} maximal, car le système peut rétrocéder de l’énergie au thermostat.
En définitive, l’équilibre est le minimum conjoint {\displaystyle U-T_{0}S}, soit {\displaystyle F_{0}(T,V)}.
À volume constant, cela donne {\displaystyle \left({\frac {\partial U}{\partial S}}\right)_{V}=T_{0}}, c’est-à-dire le résultat intuitif suivant : {\displaystyle T=T_{0}}.
Donc, à l’équilibre monotherme isochore, {\displaystyle F_{0}(T,V)=F(T_{0},V)} ; cela justifie qu’en chimie, on utilise pratiquement toujours l’énergie libre {\displaystyle F} et non pas l’exergie {\displaystyle F_{0}}.

## Exergie monobare
Tout se généralise dans le cas d’un pressostat de pression {\displaystyle p_{0}}, lors d’une transformation monotherme.
Ce qui interviendra est {\displaystyle G_{0}(T,P)=U+p_{0}V-T_{0}S}, et tous les raisonnements tiennent à condition de parler du travail {\displaystyle W^{*}}, autre que celui des forces de pression (égal à {\displaystyle -p_{0}\Delta V}).

## Stabilité de l’équilibre
La considération de la différence seconde qui doit être positive donne des inégalités intéressantes, dites inégalités de Le Châtelier (ou inégalités de Le Châtelier-Braun).

## Remarque
Bien qu’issu de la thermodynamique, le concept d’exergie est aussi fortement lié à la théorie de l’information.
En conséquence, il est parfois appliqué en dehors du champ de la thermodynamique stricto sensu, par exemple, à l’analyse de coûts économiques, de la biodiversité, de la disponibilité des ressources minérales.
On parle alors d’exergo-économie, de exergo-écologie, d’éco-exergie, etc.